# 瓦达瓦利
瓦达瓦利（Vadavalli），是印度泰米尔纳德邦Coimbatore县的一个城镇。总人口24700（2001年）。

## 人口
该地2001年总人口24700人，其中男性12339人，女性12361人；0—6岁人口2118人，其中男1140人，女978人；识字率78.08%，其中男性为82.61%，女性为73.55%。